# Pojedynek na szosie
Pojedynek na szosie (ang. Duel) – amerykański thriller z 1971 roku w reżyserii Stevena Spielberga. Obraz jest pierwszą pełnometrażową produkcją w dorobku twórcy.

## Fabuła
David Mann przemierzając pustynię plymouthem valiantem, wyprzedza starą ciężarówkę marki Peterbilt 281 z naczepą – cysterną. Po paru minutach ta dogoniła i wyprzedziła plymoutha i zaczęła zwalniać, a David Mann po raz kolejny musi wyprzedzić kolosa. Kierowca ciężarówki nie chce jednak na to pozwolić i próbuje zepchnąć samochód z drogi. Rozpoczyna się walka głównego bohatera o przetrwanie.

## Obsada
- Dennis Weaver – David Mann
- Carey Loftin – kierowca ciężarówki
- Jacqueline Scott – pani Mann
- Eddie Firestone – właściciel kawiarni
- Lou Frizzell – kierowca autobusu
- Eugene Dynarski – mężczyzna w kawiarni
- Lucille Benson – staruszka na farmie węży
- Tim Herbert – pracownik stacji benzynowej
- Charles Seel – starszy mężczyzna
- Shirley O’Hara – kelnerka
- Alexander Lockwood – staruszek w samochodzie
- Amy Douglass – starsza kobieta w samochodzie
- Sweet Dick Whittington – dziennikarz radiowy
- Dale Van Sickel – kierowca-kaskader